# جون ودروف سيمبسون
جون ودروف سيمبسون (بالإنجليزية: John Woodruff Simpson)‏ هو محامي أمريكي، ولد في 13 أكتوبر 1850 في الولايات المتحدة، وتوفي في 16 مايو 1920 في نيويورك في الولايات المتحدة.